# 호모초아과
호모초아과(護謨草亞科, 학명: Corispermoideae 코리스페르모이데아이[*])는 비름과의 아과이다.

## 하위 분류
- 호모초속(Corispermum L.)
- Agriophyllum M.Bieb. ex C.A.Mey.
- Anthochlamys Fenzl ex Endl.